# Ercole Papa

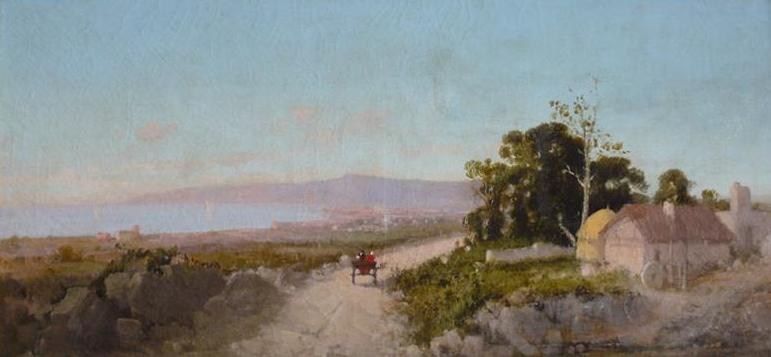
"Una campagna meridionale" di Ercole Papa

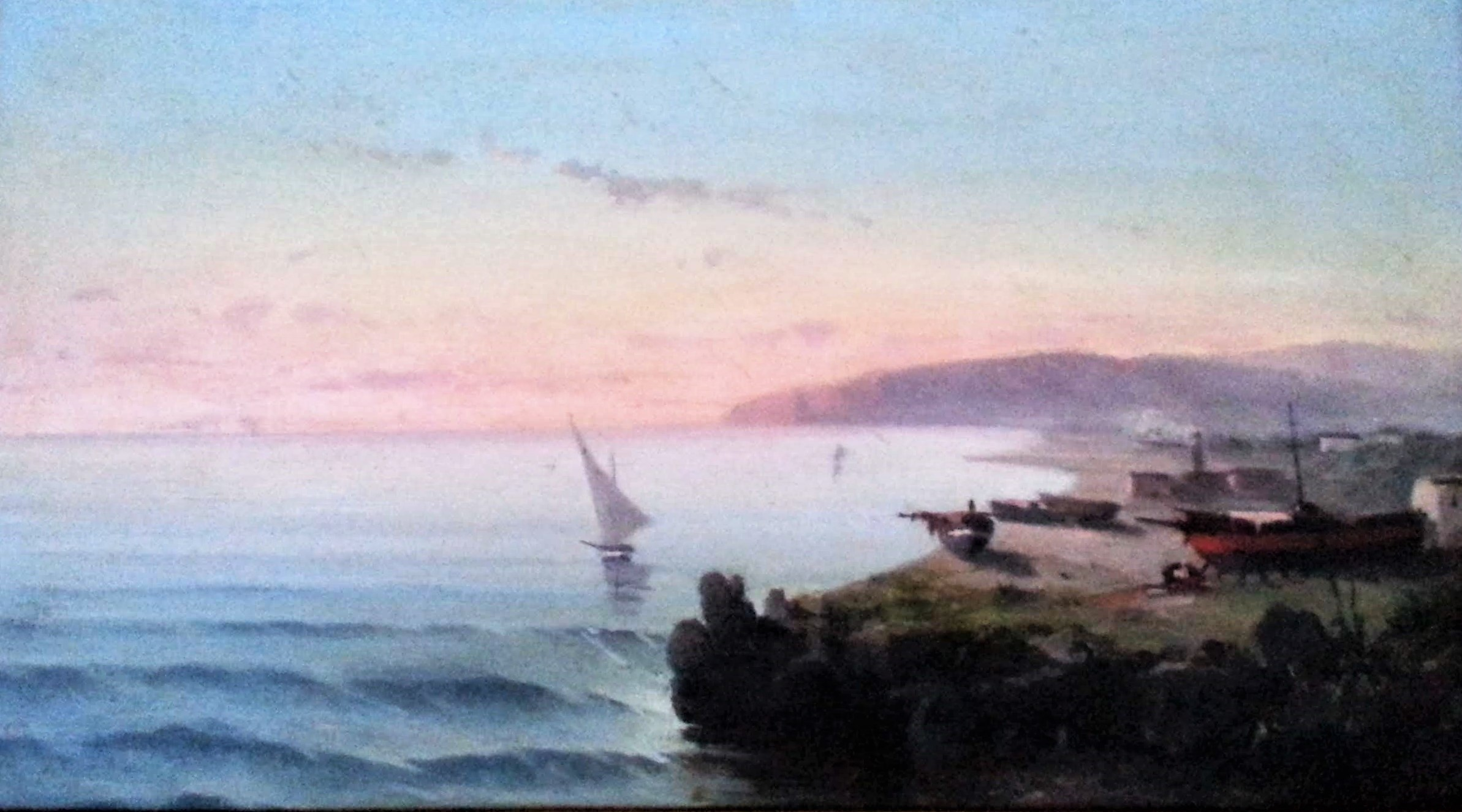
Marina di E.Papa

Ercole Papa (... – …) è stato un pittore italiano attivo a Napoli.

## Biografia
Fu attivo a Napoli ,ove svolse i suoi studi nella Accademia di belle arti di Napoli,nella seconda metà dell'800. Si hanno notizie della sua partecipazione alla Pubblica mostra degli oggetti di belle arti nella primavera del 1855,a quella del Real Museo Borbonico del 1859  e alla Promotrice nel 1863  tutte a Napoli. Nel 1872 partecipò alla Seconda Esposizione Nazionale di belle arti a Milano. Nel catalogo di questa mostra viene segnalato abitare al vico Tagliaferri 16 a Napoli. Dopo la formazione all'Accademia delle Belle Arti (Napoli) , si specializzò nella pittura di paesaggio. Non si hanno notizie biografiche di lui e le informazioni su questo pittore sono per lo più desunte dai cataloghi delle mostre a cui ha partecipato. Sue opere sono segnalate alle mostre borboniche nel 1855, "Eremo dei Monaci Trinitarii", e nel 1859, "Paesaggio di composizione (Scena tratta dall’Ariosto)". Espose nel 1872 a Milano alla Seconda Esposizione nazionale di Belle Arti tenuta a Brera tre opere: "La perlustrazione", "Una campagna meridionale" e un paesaggio. Fu anche ritrattista. Si conoscono dipinti firmati e datati 1891.

## Citazioni

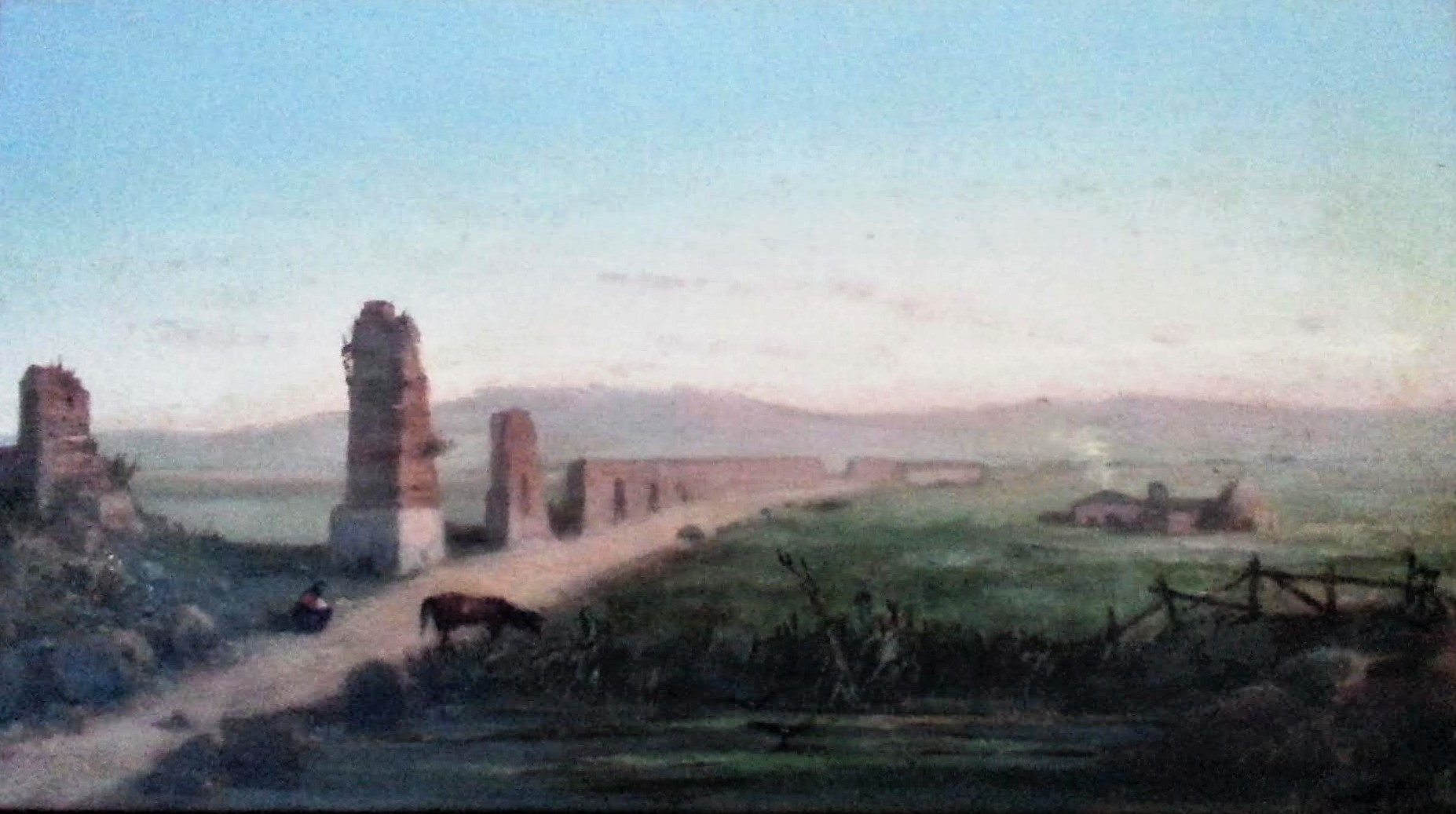
Campagna E.Papa

- "In egual modo, Ercole Papa dipingea l’eremo de’monaci Trinitarii"  a pagina 176 in Pubblica mostra degli oggetti di belle arti nella primavera del 1855. Cenni estetici a cura del cavalier Bozzelli socio ordinario della reale delle scienze. Napoli Tipografia Gaetano Nobile 1856.
- " 213 Paesaggio di composizione. Scena tratta dall’Ariosto. Ecco pel bosco un cavalier venire, Il cui sembiante è d’uom gagliardo e ﬁero: Candido come neve è il suo vestire, Un bianco pennoncello ha per cimiero. Re Sacripante, che non può patire Che quel con 1’importuno suo sentiero Gli abbia interrotto il gran piacer ch’avea, Con vista il guarda disdegnosa e rea. Ariosto canto 1 stanza 60. Quadro."  a pagina 31 -32 in Catalogo delle opere di Belle Arti poste in mostra nel Real Museo Borbonico nel dì 8 settembre 1859. Napoli Stamperia Reale 1859
- "PAPA ERCOLE di Napoli (vico Tagliaferri, 16) 314. Una campagna meridionale; paesaggio. 315. La perlustrazione; idem.. . 316. Paesaggio" a pagina 42 in Seconda Esposizione Nazionale di belle arti diretta da un comitato eletto dalla Regia Accademia di Brera Milano Società cooperativa tra tipografi 1872